# Hydrodessus angularis
Hydrodessus angularis är en skalbaggsart som beskrevs av Young 1970. Hydrodessus angularis ingår i släktet Hydrodessus och familjen dykare. Inga underarter finns listade i Catalogue of Life.